# Alejandra Sardá
Alejandra Sardá (Buenos Aires, Argentina, 12 de agosto de 1960) es una traductora, psicóloga y militante LGBT y feminista argentina. Desempeñó un papel destacado en el movimiento lésbico en la Argentina en la década de 1990, integrando las agrupaciones Las Lunas y Las Otras, Escrita en el Cuerpo y Lesbianas a la Vista. A fines de la década de 1990 encabezó la lucha por el reconocimiento y legitimidad de la bisexualidad dentro del movimiento LGBT, y organizó el primer espacio bisexual.

## Biografía
Se graduó como traductora de inglés y castellano en 1986 y como psicóloga clínica en 1993 en la Universidad de Buenos Aires (UBA). Cursó una Maestría en Derechos Humanos en la Universidad Nacional de La Plata (UNLP) del 2017 al 2018.
En la década de 1990 comenzó a participar del movimiento lésbico, ingresando a Las Lunas y Las Otras. En 1992 participó de la primera Marcha del Orgullo realizada en Argentina, en disidencia con su organización que decidió no participar debido a su postura de no compartir actos con hombres. En los años 90, integró luego las organizaciones Escrita en el Cuerpo y Lesbianas a la Vista.
Hacia fines de la década de 1990 se reconoció bisexual generando un fuerte debate sobre el reconocimiento y la legitimidad de la bisexualidad, en una época en la que aún no se había sumado la letra «B» a la sigla LGBT.
Sardá se constituyó en el centro de la polémica sobre la legitimidad de la bisexualidad y escribió un artículo, Bisexualidad, ¿un disfraz de la homofobia internalizada? que presentó en el Encuentro Argentino de Psicoterapeutas Gays, Lesbianas y Bisexuales, organizado por el Grupo Nexo, con el fin de desarmar el prejuicio con que fue cuestionada la bisexualidad, dentro del mundo de las disidencias sexuales, apuntando a «lo que se conoce como 'bifobia', que es la internalización de los mensajes sociales negativos acerca de la bisexualidad e incluso de su inexistencia como categoría social válida». Sardá sostiene entonces que:

En esta sexualidad normativizada, con indicadores de desempeño y metas a alcanzar, donde el deseo aparece controlado, nombrado, acotado, y el margen para lo imprevisto y para el cambio es mínimo, la bisexualidad irrumpe como elemento disruptivo.

Adicionalmente, para aportar al debate, Sardá tradujo el libro Bisexual Politics: Theories, Queries and Visions, que Naomi Tucker había publicado en 1995.
A partir de 2000 comenzó a trabajar en organizaciones internacionales como IGLRC cuyo programa para América Latina y el Caribe coordinó hasta 2007. En 2001 y en conjunto con CEJIL, contribuyó a la presentación del primer caso de discriminación contra una pareja de lesbianas ante la Comisión Interamericana de Derechos Humanos. En ese tiempo también participó en la iniciativa feminista de Campaña por una Convención Interamericana de Derechos Sexuales y Derechos Reproductivos e integró el comité redactor de la propuesta original presentada a la Organización de Estados Americanos (OEA) por la sociedad civil.
Fue una de las fundadoras de la organización regional LGBT Mulabi  donde trabajó en 2007-2009. En ese período contribuyó a formar la Sexual Rights Initiative – una alianza global de activistas por los derechos sexuales que busca influir sobre el Consejo de Derechos Humanos de la ONU – y la Coalición LGBTTTI que hace lo propio en la OEA. Mediante la incidencia con actores relevantes y la capacitación a su comunidad, trabajó activamente para expandir la presencia de grupos LGBTI en mecanismos como la Asamblea General de la OEA, el Examen Periódico Universal y los informes temáticos de los Procedimientos Especiales del Consejo.
Entre 2009 y 2014, se especializó en la gestión de fondos internacionales dirigidos a proyectos feministas y LGBT, mediante su trabajo en Mama Cash – fondo feminista holandés. Desde sus comienzos, integró la organización regional LGBT Akahatá, de la que continúa formando parte alternando tareas en el Consejo Directivo y tareas de formación para activistas.
Entre 2017 y 2021 trabajó en AWID, organización feminista internacional, primero como Directora de Programas y luego en la organización del 14° Foro Internacional de la organización (Cancelado a causa de la pandemia de COVID19).
Desde su participación en los Diálogos Feministas que precedieron a las ediciones del Foro Social Mundial en 2004-2006 hasta la realización de talleres entre movimientos (LGBTI, indígenas, afro, discapacidad y sindicatos) con Akãhatã en Mesoamérica (2021-2024), ayudar a conectar entre sí luchas sociales ha sido uno de sus intereses principales.
Fue consejera de Astraea Lesbian Foundation for Justice y de Mama Cash, así como integrante de mecanismos participativos de financiamiento como el Act Together for Inclusion Fund (ACTIF) del gobierno canadiense (2021-2024) y el Community Committee de Mama Cash (2021-2026). Integró también el Frente de Mujeres, Putos, Tortas y Travas de Nuevo Encuentro. Forma parte del Consejo Asesor de Mujeres al Borde.
Ha escrito artículos sobre temáticas LGBT y feministas; informes como y el libro No soy un bombero pero tampoco ando con puntillas (2001), sobre historia del lesbianismo en Argentina, editado por Editorial Madre Selva.
Ha vivido en distintos países desde muy joven (Suecia, Italia, México, Paraguay, Países Bajos, Uruguay e India, entre otros) y su lugar en el mundo es Montevideo.

## Obra
En 2001, junto a Silvana Hernando, publicó el libro No soy un bombero pero tampoco ando con puntillas, reuniendo testimonios de mujeres lesbianas que nacieron entre 1910 y 1940.
Colaboró en la investigación y redacción de informes de derechos humanos como Justicia para todas. Discriminación Legal y Social contra Lesbianas en Costa Rica, para el Centro de Investigación y Promoción para América Central de Derechos Humanos (CIPAC) en 2003; Lesbianas, salud y derechos humanos. Una perspectiva latinoamericana en coautoría con Laura Eiven, Rosa Posa y Verónica Villalba en 2002; Las lesbianas y el derecho al desarrollo. Una perspectiva latinoamericana, en coautoría con Claudia Hinojosa en 2002; y Lesbians and Workplace Discrimination in Bolivia, Brazil, Colombia, Honduras, and Mexico en 2006.
A lo largo de los años, ha traducido y editado diferentes informes sobre derechos humanos y derechos sexuales desde perspectivas feministas, en forma independiente y como parte de sus distintos roles institucionales. En 2023, junto con Hakima Abbas, coescribió Global Resistance to Anti-Gender Opposition, el producto final de una investigación participativa con grupos LGBTQI+ de Colombia, India, Kenia, Perú e India, que llevó dos años y que comisionó la Astraea Lesbian Foundation for Justice.